# Dinotrema microcera
Dinotrema microcera är en stekelart som först beskrevs av Thomson 1895.  Dinotrema microcera ingår i släktet Dinotrema, och familjen bracksteklar. Arten är reproducerande i Sverige.